# Léo Gamalho
Léo Gamalho (Porto Alegre, Brasil, 30 de enero de 1986) es un futbolista brasileño que juega en el Mirassol F. C. del Campeonato Brasileño de Serie B.

## Trayectoria
Gamalho debutó en el S. C. Internacional de Porto Alegre de su país, a los 19 años.
En su carrera futbolística ha pasado por varios clubes brasileños. A principios de 2016, luego de varios años en Brasil, fichó por Nacional de Uruguay.
A mitad de 2016, regresa a Brasil, para jugar en Goiás de la Serie B, donde convirtió 11 goles.

## Biografía
Atacante brasileño de 1, 88 metro, que tiene una dilatada trayectoria en el fútbol de su país, además de haber jugado en Portugal y China.
Las divisiones juveniles las realizó en Grêmio de Porto Alegre y River Plate de Argentina.
Suma ya más de 100 goles anotados en 12 años como profesional.
En 2014, defendiendo al Santa Cruz, marcó 12 goles y fue el máximo goleador del Campeonato Pernambucano. También ese año fue máximo goleador de la Copa de Brasil con seis gritos.
Antes de arribar a Nacional, sumó cinco goles en 14 encuentros por la Serie A brasileña con Avaí.
Se trata de un centrodelantero potente, físicamente fuerte y con muy buen cabezazo.

## Clubes
| Club                | País          | Año       |
| ------------------- | ------------- | --------- |
| S. C. Internacional | Brasil        | 2005      |
| Botafogo            | Brasil        | 2006      |
| América-RN          | Brasil        | 2007      |
| C. A. Valdevez      | Portugal      | 2007-2009 |
| Shenyang Dongjin    | China         | 2009      |
| Shanghai Zobon      | China         | 2010      |
| Grêmio Barueri      | Brasil        | 2011      |
| ABC F. C.           | Brasil        | 2012      |
| Caxias do Sul       | Brasil        | 2012      |
| A. S. Arapiraquense | Brasil        | 2013      |
| Ceará S. C.         | Brasil        | 2013      |
| Santa Cruz F. C.    | Brasil        | 2014      |
| Avaí F. C.          | Brasil        | 2015      |
| Nacional            | Uruguay       | 2016      |
| Goiás E. C.         | Brasil        | 2016-2017 |
| A. A. Ponte Preta   | Brasil        | 2017      |
| Pohang Steelers     | Corea del Sur | 2018      |
| Criciúma E. C.      | Brasil        | 2019      |
| C. R. B.            | Brasil        | 2020      |
| Al-Khor S. C.       | Catar         | 2020-2021 |
| Coritiba            | Brasil        | 2021-2022 |
| E. C. Vitória       | Brasil        | 2023-2024 |
| Mirassol F. C.      | Brasil        | 2024-     |

## Palmarés

### Títulos regionales
| Título                | Club                | Estado             | Año  |
| --------------------- | ------------------- | ------------------ | ---- |
| Campeonato Gaúcho     | S. C. Internacional | Río Grande del Sur | 2005 |
| Campeonato Carioca    | Botafogo            | Río de Janeiro     | 2006 |
| Taça Guanabara        | Botafogo            | Río de Janeiro     | 2006 |
| Campeonato Baiano     | E. C. Bahia         | Bahía              | 2015 |
| Campeonato Goiano     | Goiás E. C.         | Goiás              | 2017 |
| Campeonato Alagoano   | C. R. B.            | Alagoas            | 2020 |
| Campeonato Paranaense | Coritiba            | Paraná             | 2022 |
| Campeonato Baiano     | E. C. Vitoria       | Bahía              | 2024 |

### Títulos nacionales
| Título  | Club          | País   | Año  |
| ------- | ------------- | ------ | ---- |
| Serie B | E. C. Vitoria | Brasil | 2023 |

### Distinciones individuales
| Distinción                                             | Año  |
| ------------------------------------------------------ | ---- |
| Máximo goleador de la Copa de Brasil (6 goles)         | 2014 |
| Máximo goleador del Campeonato Pernambucano (12 goles) | 2014 |
| Máximo goleador de la Copa de Brasil (5 goles)         | 2017 |
| Máximo goleador de la Copa de Brasil (6 goles)         | 2020 |
| Máximo goleador del Campeonato Paranaense (7 goles)    | 2022 |